# Ska
A Ska a jamaicai zene egyik formája. Kombinálja a mento és calypso elemeit az amerikai jazz elemeivel és a blues hangzásával, Jamaicában a rocksteady és később a reggae előfutára.

## Története
A ska gyökerei az 1950-es évekre nyúlnak vissza. Túlnyomó részt a rudeboy, mod és skinhead szubkultúrák követői hallgatták, ebben az időben olyan előadók játszották ezt a zenét, mint például Symarip, Laurel Aitken, The Charmers és a The Pioneers, egészen az 1960-as évekig.
A zenetörténészek általában három hullámra osztják a ska történetét. A ska népszerűsége megkopott és csökkent a kezdetek óta, de később Angliában figyeltek fel rá és élesztették újra az 1980-as években, és az 1990-es években jött az újabb népszerűségi hullám.

### Az első hullám
A második világháború után a jamaicaiak elképesztő számban vásároltak rádiókat, így hallgathattak amerikai R&B-t a déli államokból, mint például New Orleans – olyan művészektől (mint Fats Domino), akiknek nagy befolyásuk volt a korai ska zenére. Hogy eljuttassák ezt a zenét az emberekhez, olyan vállalkozók, mint Prince Buster, Clement „Coxsone” Dodd, és Duke Reid lemezeket kezdtek gyártani, amik a táncos összejöveteleken kezdtek feltűnni. A zenei producerek a lemezeket Miamiban és New Orleans-ban vették fel, majd Jamaicában árulták. Gyakran ezek a producerek levették a lemeztársaság megnevezését a legnépszerűbb lemezekről, hogy élvezhessék egyeduralmukat a legnépszerűbb zenék felett, megnyerve a vásárlók többségét.
Amikor a New Orleans-i r&b stílus 1960-ra elvesztette népszerűségét, a jamaicai zenészek elkezdték felvenni saját elképzeléseiket erről a stílusról. A ska zene az ütemek közötti gitár és zongora ritmusairól vált ismertté. A ska elnevezés egy hangutánzó szóból eredhet, ami zenei ritmusokat utánoz. A gitáros Ernest Ranglin mondta: „a hangolatlan gitár olyan sercegő hangot ad, amit a zenészek úgy utánoztak, hogy skat! skat! skat". Néhányan úgy gondolják, hogy Cluet Johnson alkotta meg a kifejezést. A basszusgitáros Johnson és Blues Blasters Coxsonne Dodd zenekarában játszottak az '50-es és '60-as évek elején a Skatalites megalakulása előtt. Megmagyarázva a 'ya-ya' hangot, ami a zenében és a ritmusban megtalálható, ebből lett a ska szó.
Néhányan úgy gondolják, hogy a korai jazz és rock 'n' roll közvetítésekben, amik az amerikai rádióállomásokról érkeztek, a mohó jamaicai hallgatóság félreértette a ritmuson kívüli hangokat, amit a gyenge rádiójelek okoztak. Mások úgy gondolják, hogy szó sincs félreértelmezésről, ez a jamaicaiak válasza az amerikai zenére. A ska hangzása az olyan stúdiók által lett kreálva, mint a Studio One és WIRL Records Kingstonban. Olyan producerek dolgoztak rajta, mint Dodd, Reid, Prince Buster és Edward Seaga (utóbbi később Jamaica elnöke lett). Ez a ritmustól eltérő hang a ska zenében összefügg a vidám közhangulattal, amikor Jamaica független lett az Egyesült Királyságtól 1962-ben. Erről az eseményről megemlékeznek ska dalok, mint például Derrick Morgan száma, a „Forward March” (Egyenesen előre) és a Skatalites „Freedom Sound” (Szabadság hangja) című száma.
Ahogy a többi zene is megváltozott Amerikában, így a ska is, például hatott rá a jazz és a rockzene is. Ska együttesek, mint a Skatalites gyakran készítettek hangszeres ska dalokat a népszerű amerikai és brit számokból, például Beatles-dalokból, filmzenékből. 1966-ban és 1967-ben, amikor az amerikai soul zene lassúbb és lágyabb lett, a ska is megváltozott ennek megfelelően, a folyamat eredménye a rocksteady lett, a stílus, amiben a basszus több különböző ritmust is játszik, nagyobb hangsúlyt fektetve a leütésekre és az érzelmes énekre. Néhány zenetörténész azt feltételezi, hogy a rocksteady lassú tempójának népszerűsége az 1966-os kivételesen meleg nyárnak volt köszönhető, mert a táncosoknak annyira melegük volt, hogy nem voltak képesek táncolni a pörgősebb számokra.
A jelentősebb rocksteady zenekarok: a Melodians – akik a 'Rivers of Babylon' (Babilon folyói) című számukkal arattak sikert –, The Ethiopians és Desmond Dekker – aki sok rocksteady számot készített a hatvanas évek végén. A Rocksteady népszerűsége egészen 1968-ig, a reggae felbukkanásáig tartott.
A ska-t a New York-i Világkiállításon mutatták be 1964-ben. Byron Lee & the Dragonaires-t a Skatalitesből választották ki erre az alkalomra, és Prince Buster, Eric „Monty” Morris és Peter Tosh velük együtt léptek fel. Prince Buster és U-Roy vitték Jamaicából Nagy-Britanniába a ska-t a hatvanas évek elején, ahol több zenekart (The Specials, Madness, UB40) és underground zenészt (dancetől a reggae-ig) is inspiráltak, mint.

### A második hullám
A Two Tone (második hangzás) korszaka a nevét a hasonló című albumról kapta, amit Jerry Dammers billentyűs adott ki a The Specialsból. Az együttes a nagyon különböző West Midland régióban alakult a hetvenes évek végén, olyan zenekarok támogatásával, mint a The Beat vagy a The Selecter.
Kiegészítették a lendületes jamaicai ritmust a ska és punk rock hajthatatlan szövegével és kemény gitár akkordokkal. Egy olyan hibrid keletkezett, ami kielégítette a közönség szomját erre a zenére. Sok elgondolkodtató, tiszteletlen és politikai töltetű szöveget írtak. A Two Tone előhozta a faji egységet, és a szimbóluma a fekete fehér négyzetekből álló minta lett. A The Specials billentyűse alapított egy lemezkiadót, melynek a 'Two Tone Records' nevet adta. Ennek a névnek kettős jelentése van: az egyik a két színárnyalatú öltönynek állít emléket, amit az eredeti jamaicai ska zenészek viseltek, a másik célja az volt, hogy erősítse a népcsoportok közötti összetartást a brit ska együttesek között a '70-es években, amikor a rasszizmus a tetőfokára hágott az Egyesült Királyságban. A brit ska együttesek nagyon tisztelték az eredeti jamaicai zenészeket, és sok esetben segítettek nekik úgy, hogy újra felvették a számaikat, és így ismét a slágerlisták élére kerültek azok, például Prince Buster több pénzt keresett a jogdíjakból, amik a feldolgozásokból származtak, mint a saját számaiból. A Two Tone ska nem rejtette el a zene gyökereit, és nem félt attól, hogy feldolgozza a régi nagy számokat. A Two Tone felvételek karakterét a gyorsabb tempó, több hangszer és keményebb élek adták, mint az eredeti '50-es '60-as évek ska zenéjében. Ezek a ska zenekarok hatással voltak számos zenekarra, mint például a The Police, The Clash, és Elvis Costello, akik mind megemlítik a ska-t mint egy fontos állomást a zenei hátterükben.

### Harmadik hullám
Az 1980-as évek végén kezdődött el a ska harmadik hulláma és egészen az 1990-es évek elejéig tartott, és az Egyesült Államokban lett sikeres, kombinálva a ska elemeit a rock, punk, hardcore és jazz elemeivel. A harmadik hullám zenészei új stílusát hozták létre a ska zenének, a ska punk-ot és skacore-t.
Néhány a legsikeresebb ska zenekarok közül a harmadik hullámból: The Mighty Mighty Bosstones, Reel Big Fish, The Aquabats, Catch 22, Mad Caddies Know Talent, The Toasters, Ska-P, Less Than Jake, Mustard Plug, Buck-O-Nine, Operation Ivy, Big D and the Kids Table és Too Short Notice.
Néhány együttes akik ugyan a harmadik hullámban alakultak, viszont zenéjük mégis inkább az első hullámra jellemző: The Allstonians, The Slackers, Pressure Cooker, Let's Go Bowling, Sublime és Hepcat; ezek zenéje az 1960-as évek jamaicai zenéjére hasonlít.
A harmadik hullámban sok keresztény ska együttes is alakult, bár ezt a műfajt inkább egy külön hullámba kellene sorolni (mint ahogy szokták is), de ez korban és hangzásban megfelel a harmadik hullámnak. Két együttes a keresztény ska együttesek közül: Five Iron Frenzy és The O. C. Supertones, akik dalszövegeiket gyakran a keresztény élet szemszögéből írták.

## A stílus ismertebb előadói

### Magyar ska előadók
- Ladánybene 27
- Skannibals
- CsizmáSKAndúr
- Pannonia Allstars Ska Orchestra
- Kingston Cruisers
- Lions of Suburbia[1]
- Pedig Ez Zene
- Kutyával őrzött terület
- A Kókler
- Boogie Mamma
- Csalez Lopez
- MeSKAlin
- eSKAbbe
- Skafunderz
- Testi Egyenleg Ska Kollektíva
- Honeyball
- Ska Hecc
- Skambulance
- Kabinet Rt.
- Strange
- Kettő Kettő Tánczenekar
- Nemérdekes
- Tizenhét
- Bőgőmasina
- GM49
- Fekete Teve
- Kötelező Közhelyek
- The Last Minute
- Ska-Pécs
- Fals
- Skanzelizé
- Flúgos Futam
- Nem Tej Mama! Ska Projekt
- A Láma Dalai
- Skaballeros
- SKAtch
- Homoskapiens
- Malacka és a tahó
- Pentele Ska Club
- Boldog Idő
- Lk-Beat
- el Buerdo Fuello
- SKAgetHER
- Shanti Ska Tones
- SKAcok
- sCompany[2]

## Külföldi ska előadók

### Első hullám (First Wave – az eredeti)
- Alton Ellis
- Desmond Dekker
- Dennis Brown
- Ernest Ranglin
- Laurel Aitken („a ska keresztapja”)
- Melodians
- Millie Small
- Natural Rythmn
- Peter Tosh (a későbbi Bob Marley & the Wailers-ből)
- Prince Buster
- Symarip
- The Ethiopians
- The Skatalites
- The Wailers
- Toots & the Maytals

### Második hullám (Two-ToneEra)
- Bad Manners
- Big 5
- The Ethiopians
- International Beat
- Judge Dread
- Madness
- Maroon Town
- The Beat (az Egyesült Államokban The English Beat néven)
- The Selecter
- Special Beat
- The Specials
- The Bodysnatchers

### Harmadik hullám (Third Wave Era)
- Bandits of the Acoustic Revolution
- Edward's Buzzer
- Andy and the Jivers
- Babylon Circus
- Betagarri
- Big D and the Kids Table
- Catch 22
- Deskadena
- Distemper
- Dr. Calypso
- Dr. Ring-Ding & the Senior All-Stars
- Fahrenheit 451
- Faster Than Sound
- Five Iron Frenzy
- Go Jimmy Go
- Hadji and the Turbans
- Hepcat
- honeylocust
- Insidious
- The Insyderz
- Johnny Socko
- Kortatu
- Le Braghe Corte
- Less Than Jake
- Let's Go Bowling
- Manu Chao
- Mad Caddies
- Madcap
- Matrioska
- Mark Foggo's Skasters
- Marvin Fink
- Mephiskapheles
- Mexican Ska
- Mu330
- Mustard Plug
- New Fast Automatic Daffodils
- The O.C. Supertones
- Operation Ivy
- Pain
- Persiana Jones
- Potshot
- Reel Big Fish
- Russkaja
- Rx Bandits
- Save Ferris
- Sinsemilia
- Sneaky Creekans
- Ska-P
- Skamparas
- Skankin’ Pickle
- Skaparapid
- Skinnerbox
- Sublime
- Suburban Legends
- Skavoovie and the Epitones
- Statuto
- Streetlight Manifesto
- Stubborn All-Stars
- The Aquabats
- The Busters
- The Fabulous Rudies
- The Forces of Evil
- The Mighty Mighty Bosstones
- The Pietasters
- The Plus Ones
- The Porkers
- The Scofflaws
- The Slackers
- The Suicide Machines
- The Toasters
- The Voodoo Glow Skulls
- Vallanzaska
- Voice Of Opposition
- World/Inferno Friendship Society
- Leningrad (orosz)
- Mad Band (orosz)
- Ska-P (spanyol)
- Wickeda (bolgár)

## Külső hivatkozások
- Skaland – magyar Ska-hírportál
- "Upside-Down Rhythm: Offbeats, Upbeats, and Afterbeats in Jamaican Ska" by Matt Sakakeeny
- The Origins of Ska, Reggae, and Dub Music Archiválva 2010. január 16-i dátummal a Wayback Machine-ben
- The Untold Story of Jamaican Popular Music by Lloyd Dewar
- The History of Ska Music by Ian Vanhoof
- Ska FAQ